# هاي كواليتي
هاي كواليتي شركة إنتاج موسيقى مصرية تأسست في عام 1990 من قبل رجل الأعمال المصري «طارق عبد الله» أنتجت العديد من الأعمال للعديد من نجوم الفن المصري،
كما ساهمت اكتشاف العديد من الأصوات أبرزها حمادة هلال، من خلال ألبومات مشتركة «كوكتيل» دأبت الشركة على تقديمها سنوياً إلى السوق الغنائية بعناوين مسلسلة: «هاي كواليتي 1»، «هاي كواليتي 2» بدءاً من مطلع التسعينات.

## أهم النجوم الذين تعاملت معهم
- هاني شاكر [4]
- محمد منير
- إيهاب توفيق[5]
- حمادة هلال
- محمد محي
- جيهان فريد شوقي
- أحمد جوهر
- حجازي مثقال
- فارس
- جواهر
- حسام حسني
- حميد الشاعري
- سعد الصغير
- شيماء سعيد
- مجد القاسم
- عصام كاريكا